# Raymond Blanc (écrivain)
Pour les articles homonymes, voir Raymond Blanc et Blanc (homonymie).
Raymond Blanc, né le 11 mars 1914 à Prats-de-Mollo (Pyrénées-Orientales) et mort dans la même ville le 30 novembre 2007, est un auteur français de roman policier.

## Biographie
Il prend la succession de son père comme propriétaire d'une entreprise de fabrication d'espadrilles. 
À 16 ans, il publie des comptes rendus de matchs du rugby dans La Dépêche du Midi.  Après la Seconde Guerre mondiale, il est correspondant régional pour le même journal et fait paraître quelques reportages sur le département des Pyrénées-Orientales.
Il amorce sa carrière proprement littéraire en publiant dans la presse, vers 1955, deux romans feuilletons et une cinquantaine de contes, légendes et courts textes qu'il signe parfois de pseudonymes. 
Des nouvelles policières envoyées à Mystère magazine ayant été retenues, il écrit des romans policiers humoristiques, un peu dans la veine de Charles Exbrayat, et en publie quatre dans la collection Le Masque qui ont pour cadre la Catalogne, dont Un pauvre type, lauréat du prix du roman d'aventures 1968.
Il a également signé un roman de science-fiction, La Vie en 2997, en 2001.

## Œuvre

### Romans

#### Romans policiers
- Golondrina, Paris, Librairie des Champs-Élysées, Le Masque no 841, 1964
- Cabeza de fuego, Paris, Librairie des Champs-Élysées, Le Masque no 863, 1965
- La Folle Nuit de Frisco, Paris, Librairie des Champs-Élysées, Le Masque no 950, 1967
- Un pauvre type, Paris, Librairie des Champs-Élysées, Le Masque no 1017, 1968
- Je suis une fille sensible, Paris, Bellevue-Capitol, coll. Le Roman de choc no 3, 1973
- Ce cochon de Bautista, Paris, Transworld Publications, coll. La Cible noire no 14, 1973 (signé Raimundo)

#### Science-fiction
- La Vie en 2997, Paris, Éditions des Écrivains, 2001

### Nouvelles
- Ma première affaire, Paris, Opta, Mystère magazine no 127, août 1958
- Olé Torero !, Paris, Opta, Mystère magazine no 152, septembre 1960
- L'Officier de la garde du roi, Paris, Opta, Mystère magazine no 166, novembre 1961
- Le Fil de l'énigme, Paris, Opta, Mystère magazine no 241, février 1968

### Guide
- Guide de Prats-de-Mollo-la-Preste, Paris, Sesame, 1956

## Prix et récompenses
- Prix du roman d'aventures 1968 décerné à Un pauvre type.